# مالویه یاروویه
مالویه یاروویه (روسی: Малое Яровое) یک دریاچه در سرزمین آلتای کشور روسیه است..